# Улица Кочетова
Улица Ко́четова — одна из улиц Великого Новгорода. Проходит от проспекта Корсунова до Нехинской улицы. Протяжённость — 2850 м.
Образована 7 марта 1974 года. Названа именем писателя Всеволода Кочетова, родившегося в Новгороде в 1912 году.
По обеим сторонам улицы находятся так называемые спальные кварталы. Застроена многоэтажными жилыми домами и административными зданиями.
На ней расположены: спортивный комплекс «Акрон», Новгородский химико-индустриальный техникум, Храм Христа - Христианская Евангельская Церковь, парк 45-летия ПАО «Акрон», школа № 26, гипермаркет «Магнит», памятник В. А. Кочетову и пр.